# 酒井大輔
酒井 大輔（さかい だいすけ、1980年6月19日 - ）は、愛知県瀬戸市出身の元プロ野球選手（投手）。

## 来歴・人物
松坂世代の一人。春日丘高では3年春の県大会で優勝。高校時代はMAX146km/hの投手であり、また50m5秒7の俊足と高校通算35本塁打という強打もあり、上位指名候補としても名前が挙がっていた。1998年のドラフト7位で広島東洋カープに入団。指名時のコメントで、「カープは好きな球団だった。」と発言した。
野手として期待しての獲得で本人も乗り気だったが、思いのほか投手としての力があったため、投手1本で行くことになった。カープキャンプを視察に来ていた江川卓も投球を見て「山口高志の再来。野手で育てると言うことだが、これだけのボールなら投手で見たい。」とその年のカープ指名選手の中でも特に高く評した。
3年目の2001年は伸びのあるストレートと、落差のあるパームボール（負担を考えてか、この年以降は使われていない）で、1軍でリリーフとしてまずまずの活躍をした。終盤の巨人戦で153km/hという球速を計時し、清水隆行に「まだあんな投手がいたのか」と言わしめる。
4年目の2002年には実績のあるセットアッパーとして期待された玉木重雄、小林幹英らが怪我による調整遅れで酒井に白羽の矢が立ち、開幕から困難なピンチで登板する中抑え的な役割をきっちりこなし9試合連続無失点。しかし、アーム式の投球フォーム故に連投が効きづらく4月終盤から打ち込まれる試合が増え、それ以後は145km/h前後は記録するものの、ある程度まとまっていたコントロールやストレートの伸びも影を潜めた。
球威がよく期待され右の中継ぎとして登板したが、2004年シーズン終了後に故障の影響もあり戦力外通告を受けた。
翌年から2009年まで中日ドラゴンズの打撃投手を務めた。
2010年からは社会人野球チームのマッシモンテベースボールクラブにコーチ兼任投手として在籍し、現役に復帰していた。なお、マッシモンテベースボールクラブは2014年6月に活動を休止した。
その後は、マッシモンテでの同僚だった同世代の湊川誠隆とともに、名東区の野球塾「BE-ZONE」や中日ドラゴンズジュニアでの指導にあたっている。

## 詳細情報

### 年度別投手成績
| 年 度     | 球 団     | 登 板 | 先 発 | 完 投 | 完 封 | 無 四 球 | 勝 利 | 敗 戦 | セ 丨 ブ | ホ 丨 ル ド | 勝 率 | 打 者 | 投 球 回 | 被 安 打 | 被 本 塁 打 | 与 四 球 | 敬 遠 | 与 死 球 | 奪 三 振 | 暴 投 | ボ 丨 ク | 失 点 | 自 責 点 | 防 御 率 | W H I P |
| --------- | --------- | ----- | ----- | ----- | ----- | -------- | ----- | ----- | -------- | ----------- | ----- | ----- | -------- | -------- | ----------- | -------- | ----- | -------- | -------- | ----- | -------- | ----- | -------- | -------- | ------- |
| 2000      | 広島      | 6     | 0     | 0     | 0     | 0        | 0     | 0     | 0        | --          | ----  | 36    | 7.1      | 8        | 3           | 6        | 0     | 1        | 7        | 0     | 0        | 8     | 8        | 9.82     | 1.91    |
| 2001      | 広島      | 24    | 1     | 0     | 0     | 0        | 1     | 0     | 0        | --          | 1.000 | 154   | 34.1     | 33       | 4           | 24       | 0     | 0        | 30       | 1     | 0        | 16    | 16       | 4.19     | 1.66    |
| 2002      | 広島      | 25    | 0     | 0     | 0     | 0        | 0     | 1     | 0        | --          | .000  | 129   | 26.2     | 34       | 7           | 16       | 1     | 2        | 17       | 2     | 0        | 32    | 32       | 10.80    | 1.88    |
| 2003      | 広島      | 11    | 1     | 0     | 0     | 0        | 0     | 0     | 0        | --          | ----  | 69    | 15.1     | 23       | 5           | 1        | 0     | 0        | 10       | 1     | 0        | 11    | 10       | 5.87     | 1.57    |
| 通算：4年 | 通算：4年 | 66    | 2     | 0     | 0     | 0        | 1     | 1     | 0        | --          | .500  | 388   | 83.2     | 98       | 19          | 47       | 1     | 3        | 64       | 4     | 0        | 67    | 66       | 7.10     | 1.73    |

### 表彰
- ウエスタンリーグ最優秀救援投手：1回 （2003年）

### 記録
- 初登板：2000年4月30日、対横浜ベイスターズ6回戦（横浜スタジアム）、3回裏2死に2番手で救援登板、1回1/3を無失点
- 初奪三振：同上、3回裏に進藤達哉から見逃し三振
- 初先発：2001年9月27日、対読売ジャイアンツ28回戦（東京ドーム）、3回0/3を5失点
- 初勝利：2001年10月7日、対阪神タイガース27回戦（広島市民球場）、4回表に2番手で救援登板、3回1/3を1失点

### 背番号
- 67 （1999年 - 2004年）
- 112 （2005年 - 2009年）
- 33 （2010年 - 2014年）